# Пан Тун
Пан Тун (кит. трад. 龐統, упр. 庞统, пиньинь Páng Tǒng; 179—214), взрослое имя Шиюа́нь (кит. 士元, пиньинь Shìyuán) — китайский государственный деятель, стратег и военный конца династии Хань — начале периода Саньго. Служил Лю Бэю, основателю царства Шу.

## Биография
Пан Тун происходил из Сянъяна. Когда ему было 19 лет, отшельник Сыма Хуэй обратил внимание на его таланты, и назвал его «лучшим из образованных людей провинции Цзинчжоу». Когда в 209 году после битвы при Цзянлине генерал Чжоу Юй, служивший Сунь Цюаню, оккупировал округ Нань, то Пан Тун стал при нём мелким чиновником.
Когда в 209 году губернатором провинции Цзинчжоу стал Лю Бэй, то Пан Тун стал служить ему. Лю Бэй высоко ценил Пан Туна, ставя его на второе место после Чжугэ Ляна. В 211 году правивший провинцией Ичжоу (занимала Сычуаньскую котловину) Лю Чжан узнал, что Цао Цао собирается атаковать Чжан Лу в Ханьчжуне, и заключил союз с Лю Бэем, чтобы захватить Ханьчжун до того, как это сделает Цао Цао. Лю Бэй сам возглавил отправленный в Ичжоу экспедиционный корпус, но вместо того, чтобы напасть на Чжан Лу, остановился в Цзямэнском проходе, и начал закрепляться на этих землях, готовясь к захвату Ичжоу.
В 212 году Пан Тун предложил Лю Бэю три плана на выбор: (1) быстро двинуться на Чэнду, (2) принять командование армиями Лю Чжана на севере и потом двинуться на Чэнду, (3) вернутся в Байдичэн и выждать. Лю Бэй выбрал второй план; он сообщил Лю Чжану, что ему нужно больше войск для того, чтобы отвлечь внимание Цао Цао от востока (где Цао Цао в это время напал на Сунь Цюаня), и потребовал 10 тысяч солдат и дополнительное продовольствие для помощи в защите Цзинчжоу. Лю Чжан дал ему только 4 тысячи солдат и половину запрошенного провианта.
Когда Лю Бэй начал завоевание провинции Ичжоу, то Пан Тун лично возглавил атаку на административный центр уезда Ло, но она была отбита, а сам Пан Тун был убит стрелой.
Пан Тун посмертно получил титулы Гуаньнэй-хоу (关内侯) и Цзин-хоу (靖 侯).